# Morland (Cumbria)
Pour les articles homonymes, voir Morland.
Morland est un village et une paroisse civile de Cumbria, situé dans le nord-ouest de l'Angleterre. 